# Борбе за Травник 1943.
Током септембра, октобра и новембра 1943. у области Травника трајала су офанзивна дејства снага НОВЈ променљивог састава. У оквиру тих дејстава изведена су два напада на сам Травник: први, 15/16. октобра, и други, 29/30. новембра. Упркос солидном планирању и ангажовању знатних снага и средстава, оба су завршена безуспешно. Модерно организована одбрана заснована на минским пољима, противпешадијским препрекама и бункерима повезаним са организованим системом ватре, одиграла је кључну улогу у оба случаја, успоривши наступање снага НОВЈ и одузевши му снагу.
Осовинске снаге успеле су тако у овом критичном периоду одржати важне положаје у области Травника и долини Лашве. Са почетком децембра, Друга оклопна армија преузела је иницијативу у своје руке, и за дуже време уклонила опасност која им је претила у овој за њих важној области.

## Контекст

### Положај и намере снага НОВЈ
Августовска офанзива Прве и Пете дивизије НОВЈ окончана је овладавањем Бугојном, Доњим Вакуфом и Јајцем, односно целим горњим током Врбаса. Делови Пете дивизије постигли су такође успехе у долини Босне и околини Сарајева, и Травник са долином Лашве, као уклињена територија између две оперативне области, наметнуо се као природан циљ. Почетком септембра мање посаде у области подвргнуте су притиску.
Капитулација Италије и операције повезане с тим прекинуле су на месец дана травничку операцију. Око 10. октобра, она је обновљена, овај пут у новом, још значајнијем контексту. Снаге НОВЈ на повратку из Далмације ослободиле су Ливно и Купрес, а Трећи корпус заузео је (у Првој тузланској операцији) Тузлу, избивши уједно на Дрину, Саву и Босну. Овладавање Травником и долином Босне у том контексту имало би значај повезивања широких слободних територија Првог, Трећег, Петог и Осмог корпуса, односно стварање повезане слободне територије од Јадрана и Уне до Дрине и Саве.

### Немачки одговор
Ову опасност увидео је немачки штаб Југоистока. Командант Југоистока уочио је да су борбе „изгубиле карактер герилског рата” и да су се претвориле у отворене сукобе маневарских група на широком терену, и да је с тим у вези „у току убрзана испорука прекоморским путем”; јер је „с обзиром на велике потребе, овај начин постао је незамењив”. Из тога је закључио да је напад на Травник након заузимања Ливна у склопу „планског заузимања пута Ливно — Травник” којим, уз исказане намере да се отвореном борбом задрже положаји на обали, „указују на доцније намере … да се обезбеди снадбевање с мора”.
С обзиром на командантову процену да „извештајима који говоре о намерама да се изврши напад на Србију треба поклонити веру”, оцртавање перспективе отварања једног пута за снабдевање НОВЈ од Подбиоковља до Тузле представљало је алармантан проблем. Формација задужена за ово подручје, 5. СС корпус, средином септембра имала је на располагању само 7. СС дивизију, 369. легионарску дивизију и снаге Трећег и Шестог зборног подручја НДХ.
Командант Југоистока морао је према томе да решава три проблема истовремено:
- да заузме главне позиције на јадранској обали (Подбиоковље и Пељешац)
- да поново заузме Тузлу са околином као најопаснију област концентрације за напад на Србију, и
- да одбије напад на Травник и долину Лашве и поново успостави контролу над долином Босне.

За ове амбисиозне задатке 5. СС корпусу била су неопходна појачања. Још у септембру стављен му је на располагање 92. моторизовани пук, а до друге половине новембра корпус је ојачан још и са 118. ловачком дивизијом, 187. резервном дивизијом, деловима 173. резервне дивизије, 901. оклопним гренадирским пуком, 1. брдском дивизијом и 2. пуком Бранденбург.

## Уводне борбе
Након ослобођења Бугојна, Прва пролетерска дивизија пренела је тежиште дејстава на област Травника и долине Лашве. Турбе је представљало јако утврђење које је доминирало над прилазним правцима Травнику, па је ликвидација тог утврђеног места представљала предуслов који се морао испунити да би се створили предуслови за напад на Травник.
Четири батаљона Прве пролетерске бригаде добила су задатак да током ноћи 1/2. септембра изолују, нападну и заузму Турбе. Првенствено због пробоја оклопног воза из Травника у Турбе, овај напад није успео.
Напад је поновљен истим снагама следеће ноћи. Међутим, релативно малобројна посада у добро организованом утврђењу на повољном положају, поново је успела да одоли нападу. Једини успех постигнут је на прузи Травник — Турбе, где је на петом километру оклопни воз са наишао на постављену мину.
Наредне недеље Прва пролетерска дивизија одмарширала је за Далмацију, а Пета крајишка дивизија преузела је положаје према Травнику. Ноћу између 15. и 16. септембра, поново је извршен напад на Турбе са два батаљона Прве крајишке бригаде. Један батаљон ове бригаде био је у заседи на комуникацији Травник — Турбе, а један је вршио демонстративни напад с јужне стране на Травник. У вези са овом акцијом, један батаљон Четврте крајишке бригаде рушио је комуникацију између Витеза и Травника. Утврђено место ни овај пут није заузето, а пресудну улогу у одбрани поново је одиграо оклопни воз.
Напад је поновљен између 20. и 21. септембра 1943. и то са свих страна са око 600 бораца и великим бројем аутоматског оружја. Следећи напад уследио је већ следеће ноћи. Приликом овог напада, поново је успешно постављена мина, овај пут на трећем километру од Травника. кад је оклопни воз оштећен и заустављен, на њега је отворена ватра из заседе. Том приликом је, према бојној релацији погинуло 19, рањено 10 и нестало 62 војника. Према Операцијском дневнику Пете дивизије, том приликом оклопни воз је потпуно уништен, убијено је око 70 легионара и домобрана, заробљено 8, а заробљено је и 80 бивших италијанских војника који су вршили радну службу.
После 22. септембра посада у Турбету била је нападана или узнемиравана готово сваке ноћи до краја септембра.
После повратка Прве пролетерске дивизије из Далмације и уништења или разбијања усташких посада у Ливну и Купресу 3. октобра, осовинска команда одлучила је да евакуише Турбе. Велики значај у изазивању несигурности код осовинских посада имао је препад Треће крајишке бригаде на Зеницу 10. октобра уз истовремени напад Девете крајишке на железничку станицу Лашва и Бусовачу. Турбе су ослободиле 14. октобра јединице Десете крајишке дивизије. Тиме су остварени предуслови за напад на Травник.

## Први напад на Травник

### Ангажоване снаге

#### Осовинске снаге
У самом Травнику налазили су се:
- Први и Трећи склоп Загребачке коњичке пуковније — око 1.200 домобрана
- Остаци Купрешке и Бугојанске усташке бојне — око 450 усташа
- Око 240 припадника немачких полицијских снага и специјалистичких.

Укупно, било је то око 2.000 војника, са пет брдских и два противтенковска топа, неколико минобацача и један оклопни воз. Око Травника налазили су се изграђени бункери, ограђени бодљикавом жицом и заштићени минским пољима.
У области Сарајево — Зеница налазио се немачки 369. легионарски пук са деловима 369. артиљеријског пука

#### Снаге НОВЈ
За извођење операције Врховни штаб НОВ и ПОЈ је 8. октобра привремено потчинио Десету крајишку дивизију Штабу Прве пролетерске дивизије. Штаб Прве пролетерске дивизије одлучио је да напад на Травник изврши са својим јединицама и са Седмом и Деветом крајишком бригадом Десете дивизије (укупно око 5.000 бораца), с тим да постави јака обезбеђења на правцима од Зенице и Бусоваче.

### План напада
За извођење операције Врховни штаб НОВ и ПОЈ је 8. октобра привремено потчинио Десету крајишку дивизију Штабу Прве пролетерске дивизије. Штаб Прве пролетерске дивизије одлучио је да напад на Травник изврши са својим јединицама и са Седмом и Деветом крајишком бригадом Десете дивизије, с тим да постави јака обезбеђења на правцима од Зенице и Бусоваче.
За директан напад на Травник одређена је Прва пролетерска бригада, два батаљона Треће крајишке и Седма крајишка бригада. Распоред ових јединица за напад на Травник био је следећи:
- У јужну колону одређена је Прва пролетерска бригада, тенковска група и брдска батерија топова. Укупно, пет батаљона, два тенка и три брдска топа. Задатак ове колоне био је да изврши напад на Травник с југа, општим правцем преко падина Виленице, наслањајући лево и десно крило на долину реке Лашве.
- У источну колону одређена су два батаљона Треће крајишке, са задатком да изврше напад на Травник са истока, дуж комуникације Витез — Травник и Гуча Гора — Травник, у зони: долина реке Лашве и падине Горње Чатрње (пут Буковица — Травник).
- У западну колону одређена је Седма крајишка бригада, тенковска група и артиљеријска група. Укупно четири батаљона, један тенк, један минобацач, један бацач пламена, једна далекометна хаубица и две пољске хаубице.

Свим колонама постављен је задатак да енергичним дејством, још у току ноћи, ликвидирају травнички гарнизон.
Девета крајишка бригада одређена је за спречаванје интервенције од Зенице преко Бусоваче према Травнику као и да активно дејствује на комуникацију Хан Кумпанија — Бусовача.
Два батаљона Треће крајишке, батаљон „Гарибалди” и Први батаљон Травничког партизанског одреда, образовали су тактичку групу на сектору: Хан Била, Вечерска, Хан Кумпанија, Зеница, ради затварања праваца који воде од Хан-Кумпаније и Зенице према Травнику.
Напад је требало да почне 15. октобра у 21:00.